# 존 쉬핸
존 쉬핸(John Sheehan, 1885년 10월 22일 ~ 1952년 2월 14일)은 미국의 배우, 영화배우이다.

## 영화
- 팻과 마이크 (1952년)
- 브로드웨이로 가는 두 장의 티켓 (1951년)
- 미스터 뮤직 (1950년)
- 탑 오 더 모닝 (1949년)
- 쇼킹 미스 필그림 (1947년)
- 아이 원더 후즈 키싱 허 나우 (1947년)
- 니커보커 홀리데이 (1944년)
- 아이리쉬 아이스 알 스마일링 (1944년)
- 브로드웨이 (1942년)
- 성조기의 행진 (1942년)
- 라스베가스 나이츠 (1941년)
- 훌라벌루 (1940년)
- 틴 팬 앨리 (1940년)
- 더 그레이트 오맬리 (1937년)
- 웨이크 업 앤 라이브 (1937년)
- 온 더 에비뉴 (1937년)
- 키드 갈라드 (1937년)
- 쓰리 스마트 걸스 (1936년)
- 하우스 오브 미스터리 (1934년)
- 하드 투 핸들 (1933년)
- 엘머, 더 그레이트 (1933년) - 바텐더 역
- 더 치프 (1933년)
- 댄싱 레이디 (1933년)
- 어느 박람회장에서 생긴 일 (1933년)
- 투 영 투 메리 (1931년)
- 형법 체계 (1931년)
- 플로우 스루 (1930년)